# Skorpiovenator
Skorpiovenator („vânătorul de scorpioni”) este un gen de dinozaur teropod abelisaurid din Cretacicul târziu (Cenomanian până în Turonian) găsit în formațiunea Huincul din Argentina. Este unul dintre cele mai complete abelisauride cunoscute, cu un schelet aproape complet și articulat.

## Descriere

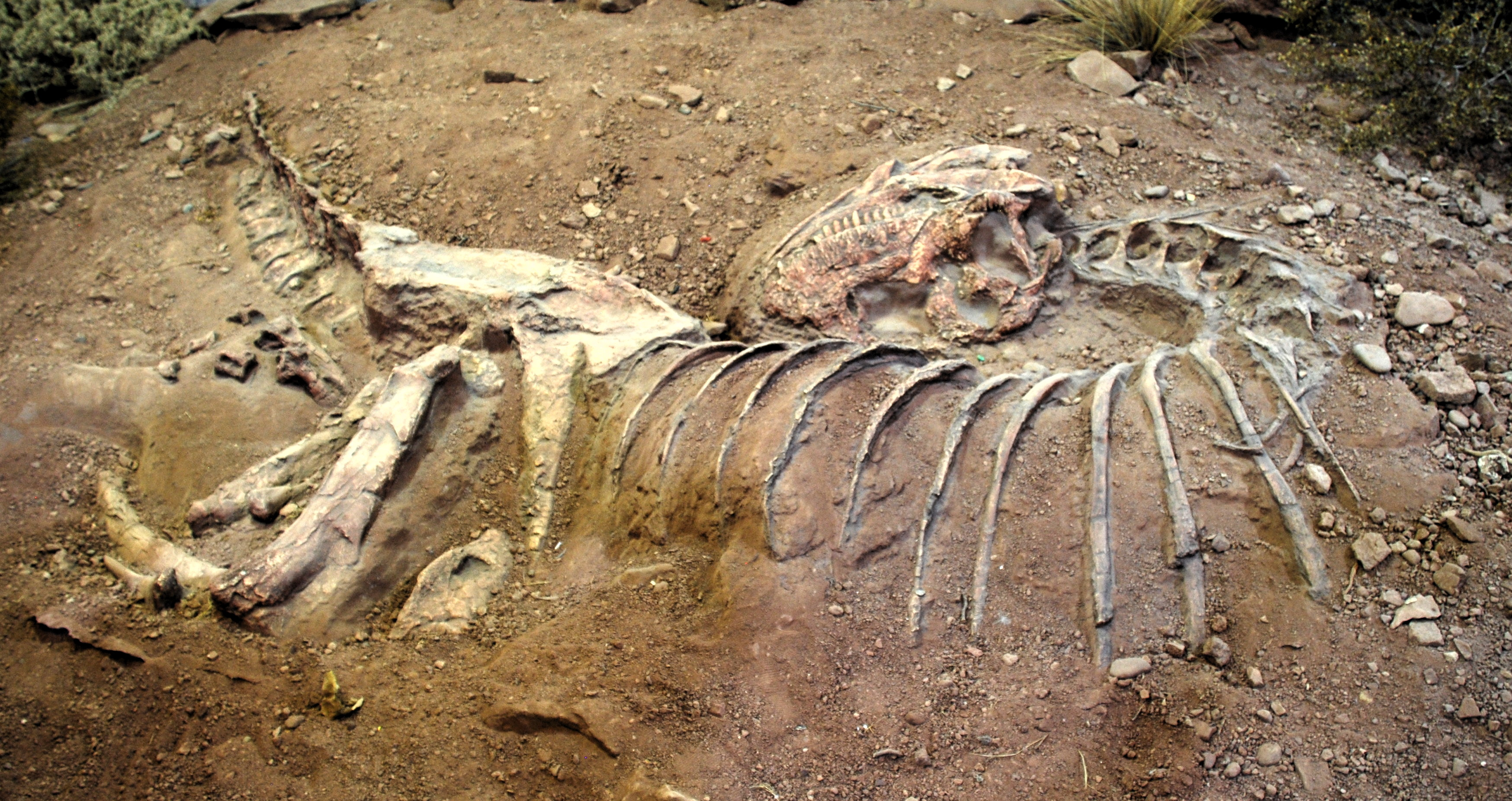
Specimenul holotip

Lungimea scheletului Skorpiovenator excavat începând de la premaxilă până la a 12-a vertebră caudală este de 4,35 m. S-a estimat că putea crește până la 6 m în lungime. În 2010, paleolontologul american Gregory S. Paul a dat estimări mai mari de 7,5 m și 1,67 tone. În 2016, a fost estimată o dimensiune similară cu cea din descrierea inițială, o lungime de 6,2 m. Avea brațe foarte scurte și groase, aproape inutile, dar picioare puternice, cu mușchi puternici ai coapsei.
Craniul Skorpiovenator era scurt, robust și acoperit cu creste, caneluri, tuberculi și noduli proeminenți, cum ar fi cele observate de obicei la capul multor teropode abelisauride. Skorpiovenator avea 19 dinți maxilari, ceea ce este mai mult decât orice alt abelisaurid cunoscut. Forma coroanelor dinților este similară cu a altor abelisauride și prezintă riduri ale smalțului și striații marginale.

## Descoperire și nume

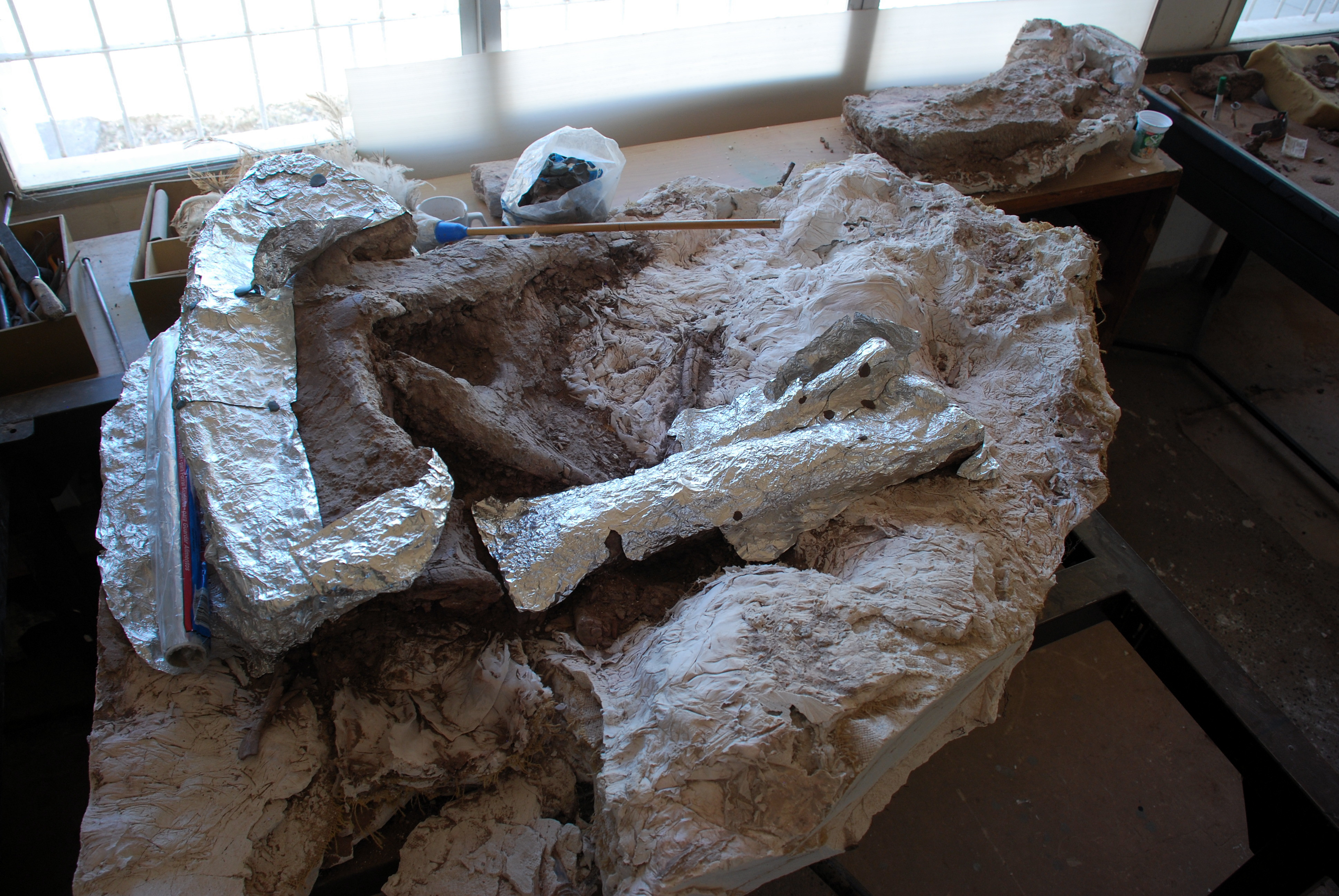
Fosile în curs de pregătire

Specimenul tip a fost descris și numit de Canale, Scanferla, Agnolin și Novas în 2009 (deși lucrarea a fost publicată online în 2008). Numele Skorpiovenator bustingorryi provine din greacă și latină pentru „vânătorul de scorpioni”, datorită scorpionilor abundenți prezenți la locul săpăturii, iar numele specific îl onorează pe Manuel Bustingorry, care deținea locul unde a fost găsit exemplarul. Autorii au definit un nou nume Brachyrostra pentru o cladă căruia îi aparținea Skorpiovenator.
Specia tip Skorpiovenator bustingorryi este cunoscută dintr-un singur schelet, aproape complet (MMCH-PV 48K), din care lipsesc doar secțiuni ale cozii și majoritatea oaselor brațelor. Specimenul a fost recuperat din partea inferioară a formațiunii Huincul din Patagonia, datând din stadiul Cenomanian târziu, în urmă cu aproximativ 95 de milioane de ani. Acesta ar fi trăit alături de alți dinozauri carnivori, cum ar fi carcarodontosauridul Mapusaurus și un alt abelisaurid, Ilokelesia. Rămășițele sunt depozitate la Muzeul Paleontologic „Ernesto Bachmann” din Villa El Chocón, Patagonia, Argentina.

## Clasificare
În 2008, Canale și colab. au publicat o analiză filogenetică centrată pe carnotaurinele din America de Sud. În rezultatele lor, ei au descoperit că toate formele din America de Sud (inclusiv Skorpiovenator) s-au grupat ca sub-cladă a Carnotaurinae, pe care le-au numit Brachyrostra, însemnând „boturi scurte”. Ei au definit clada Brachyrostra drept „toate abelisauridele mai strâns legate de Carnotaurus sastrei decât de Majungasaurus crenatissimus."
|  | Carnotaurus |
|  |             |
|  | Aucasaurus  |
|  |             |

|  | Ilokelesia                                                          |
|  |                                                                     |
|  | \| \| Skorpiovenator \| \| \| \| \| \| Ekrixinatosaurus \| \| \| \| |
|  |                                                                     |
|  | Skorpiovenator                                                      |
|  |                                                                     |
|  | Ekrixinatosaurus                                                    |
|  |                                                                     |

|  | Skorpiovenator   |
|  |                  |
|  | Ekrixinatosaurus |
|  |                  |

|  | Carnotaurus |
|  |             |
|  | Aucasaurus  |
|  |             |

|  | Ilokelesia                                                          |
|  |                                                                     |
|  | \| \| Skorpiovenator \| \| \| \| \| \| Ekrixinatosaurus \| \| \| \| |
|  |                                                                     |
|  | Skorpiovenator                                                      |
|  |                                                                     |
|  | Ekrixinatosaurus                                                    |
|  |                                                                     |

|  | Skorpiovenator   |
|  |                  |
|  | Ekrixinatosaurus |
|  |                  |

|  | Carnotaurus |
|  |             |
|  | Aucasaurus  |
|  |             |

|  | Ilokelesia                                                          |
|  |                                                                     |
|  | \| \| Skorpiovenator \| \| \| \| \| \| Ekrixinatosaurus \| \| \| \| |
|  |                                                                     |
|  | Skorpiovenator                                                      |
|  |                                                                     |
|  | Ekrixinatosaurus                                                    |
|  |                                                                     |

|  | Skorpiovenator   |
|  |                  |
|  | Ekrixinatosaurus |
|  |                  |

|  | Carnotaurus |
|  |             |
|  | Aucasaurus  |
|  |             |

|  | Ilokelesia                                                          |
|  |                                                                     |
|  | \| \| Skorpiovenator \| \| \| \| \| \| Ekrixinatosaurus \| \| \| \| |
|  |                                                                     |
|  | Skorpiovenator                                                      |
|  |                                                                     |
|  | Ekrixinatosaurus                                                    |
|  |                                                                     |

|  | Skorpiovenator   |
|  |                  |
|  | Ekrixinatosaurus |
|  |                  |